# Xã Pipestone, Michigan
Xã Pipestone (tiếng Anh: Pipestone Township) là một xã thuộc quận Berrien, tiểu bang Michigan, Hoa Kỳ. Năm 2010, dân số của xã này là 2.312 người.